# Statocista
Statocista je organ za zaznavanje sile težnosti pri nevretenčarjih. Je krogast prostorček, v notranjosti obložen s čutnicami, ki imajo čutne dlačice. V statocistah je okrogel kamenček ali otolit, ki se lahko premika po vsej notranjosti. Težnost ga privlači in pritiska ob sloj čutnih celic. Po njihovem vzburjenju lahko možgani prepoznajo, kateri del telesa je obrnjen proti tlom oz. delovanju težnosti.